# 稲荷神社 (埼玉県宮代町字百間)
稲荷神社（いなりじんじゃ）は、埼玉県南埼玉郡宮代町の神社。

## 歴史
創建年代は不明である。大きく二つの説があり、第一の説は豊臣氏の家臣の加藤氏が大坂の陣の敗北後、当地に落ち延び帰農した際に、守護神としていた稲荷神を祀った説、第二の説は1690年（元禄3年）に伏見稲荷から分霊を勧請したという説である。いずれにしても、江戸時代前期頃に創建されたという点では一致している。1766年（明和3年）に伏見稲荷より「正一位稲荷大明神」の神璽が下賜された。
1873年（明治6年）、近代社格制度に基づく「村社」に列せられた。
当社には「初午」の祭礼があり、かつてはその前日に氏子の子供が「お籠り」として社殿に泊まり込んでいた。しかし冬の寒い時期であること、子供たちのみで灯明の火を扱うため火災の懸念があることから、昭和30年代にお籠りは中止となった。

## 交通アクセス
- 東武動物公園駅より徒歩12分。